# Großsteingrab Borger
Das Großsteingrab Borger ist eine megalithische Grabanlage der jungsteinzeitlichen Westgruppe der Trichterbecherkultur in Borger, einem Ortsteil von Borger-Odoorn in der niederländischen Provinz Drenthe. Mit einer Länge von 22,6 m hat es die größte Grabkammer aller Großsteingräber der Niederlande. Es trägt die van-Giffen-Nummer D27.

## Lage
Das Grab befindet sich am nordöstlichen Ortsrand von Borger zwischen der Hunebedstraat und dem Hunebedcentrum. In der näheren Umgebung gibt es zahlreiche weitere Großsteingräber: 1 km südöstlich befinden sich die beiden Großsteingräber bei Buinen (D28 und D29), 1,6 km nördlich die fünf Großsteingräber bei Bronneger (D21–D25), 2,1 km nordwestlich das Großsteingrab Drouwenerveld (D26) und 2,6 km nordnordwestlich die beiden Großsteingräber bei Drouwen (D19 und D20).

## Forschungsgeschichte

### 17. und 18. Jahrhundert

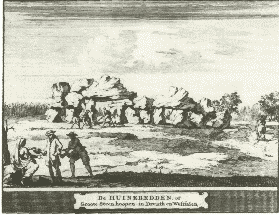
Darstellung der Ausgrabung des Großsteingrabes bei Borger durch Titia Brongersma in Ludolph Smids Schatkamer der Nederlandse oudheden (1711)

Das Grab wurde bereits 1685 von Titia Brongersma erforscht. Brongersma entstammte einer wohlhabenden friesischen Familie und verbrachte die Pfingsttage 1685 bei Freunden in Borger. Auf Anregung ihres Freundes Ludolph Smids organisierte sie zu dieser Gelegenheit am 11. Juni gemeinsam mit ihrem Cousin Jan Laurens Lentinck, dem Schultheiß des Orts, eine Untersuchung des Grabs. Es handelte sich hierbei um die erste dokumentierte Ausgrabung eines Großsteingrabs in den Niederlanden.
Brongersma selbst veröffentlichte über diese Grabung nur zwei Gedichte. Aus diesen geht hervor, dass Brongersma das Grab für einen Tempel hielt, welcher der Natur gewidmet war. Eine ausführlichere Beschreibung ihrer Arbeit publizierte Ludolph Smids 1694. Smids Veröffentlichung sowie sein Briefwechsel mit Christian Schlegel führten dazu, dass die durch Johan Picardt noch einmal sehr populär gemachte Vorstellung von Riesen als Erbauern der Großsteingräber nun zunehmend abgelehnt wurde. Smids selbst revidierte seine Ansichten aber nach seiner Konversion vom Katholizismus zum Calvinismus wieder und griff in seinem 1711 erschienenen Werk Schatkamer der Nederlandse oudheden erneut die Ansichten Picardts auf.

### 19. Jahrhundert
Leonhardt Johannes Friedrich Janssen, Kurator der Sammlung niederländischer Altertümer im Rijksmuseum van Oudheden in Leiden, besuchte 1847 einen Großteil der noch erhaltenen Großsteingräber der Niederlande, darunter auch das Grab von Borger, und publizierte im folgenden Jahr das erste Überblickswerk mit Baubeschreibungen und schematischen Plänen der Gräber. Janssens Nachfolger Willem Pleyte unternahm 1874 zusammen mit dem Fotografen Jan Goedeljee eine Reise durch Drenthe und ließ dort erstmals alle Großsteingräber systematisch fotografieren. Auf Grundlage dieser Fotos fertigte er Lithografien an. Conrad Leemans, Direktor des Rijksmuseums, unternahm 1877 unabhängig von Pleyte eine Reise nach Drenthe. Jan Ernst Henric Hooft van Iddekinge, der zuvor schon mit Pleyte dort gewesen war, fertigte für Leemans Pläne der Großsteingräber an. Leemans’ Bericht blieb allerdings unpubliziert. 1878 erfolgte eine Dokumentation des Grabes durch William Collings Lukis und Henry Dryden, die auf Anregung von Augustus Wollaston Franks die Provinz Drenthe bereisten und dabei sehr genaue Grundriss- und Schnittzeichnungen von 40 Großsteingräbern anfertigten.

### 20. und 21. Jahrhundert

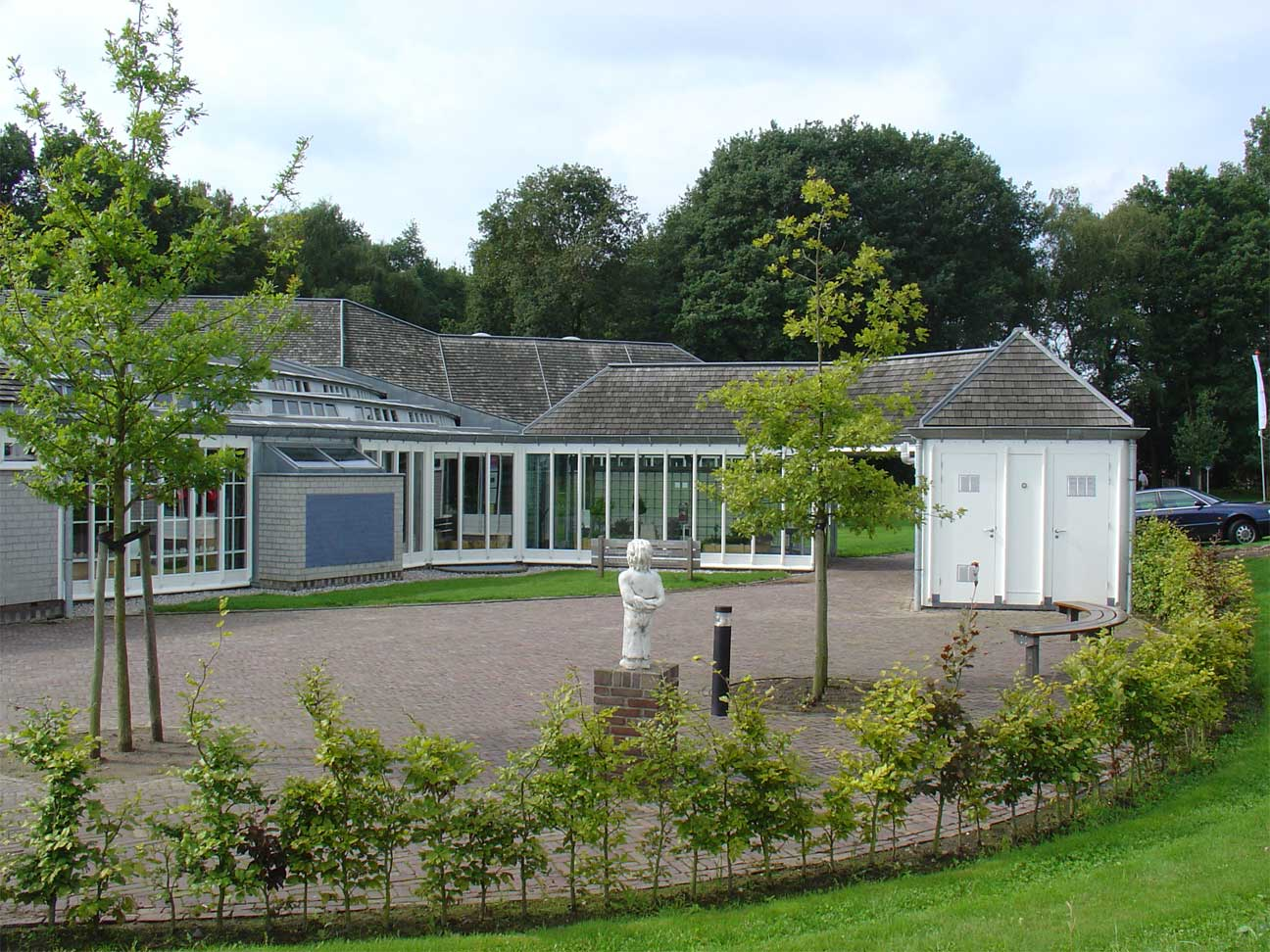
Das „Hunebedcentrum“ in Borger

Zwischen 1904 und 1906 dokumentierte der Mediziner und Amateurarchäologe Willem Johannes de Wilde alle noch erhaltenen Großsteingräber der Niederlande durch genaue Pläne, Fotografien und ausführliche Baubeschreibungen. Seine Aufzeichnungen zum Grab von Borger sind allerdings verloren gegangen. 1918 dokumentierte Albert Egges van Giffen die Anlage für seinen Atlas der niederländischen Großsteingräber. 1938 versuchte van Giffen die Standlöcher der Umfassungssteine auszumachen. Nach einem Bericht von R. Westerhoff waren die Steine 1835 bereits alle entfernt worden, ihre Standspuren waren aber noch deutlich zu erkennen. Bei van Giffens Untersuchung waren diese aber bereits vollständig erodiert. Auch eine erneute Untersuchung mittels Georadar im Jahr 2010 blieb ergebnislos. 1937 und 1992 wurde das Grab restauriert. Seit 1992 ist die Anlage ein Nationaldenkmal (Rijksmonument). 2005 wurde direkt nördlich des Grabs unter dem Namen Hunebedcentrum ein neu errichtetes Besucherzentrum mit Freilichtanlagen eröffnet. Dieses Museum ist ausschließlich den niederländischen Großsteingräbern und ihren Erbauern gewidmet. 2017 wurde die Anlage zusammen mit den anderen noch erhaltenen Großsteingräbern der Niederlande in einem Projekt der Provinz Drente und der Reichsuniversität Groningen von der Stiftung Gratama mittels Photogrammetrie in einem 3D-Atlas erfasst.

## Beschreibung

### Architektur
Bei der Anlage handelt es sich um ein ostsüdost-westnordwestlich orientiertes Ganggrab. Von der ursprünglichen steinernen Umfassung sind heute keine Spuren mehr erhalten. Die Grabkammer hat eine Länge von 22,6 m und eine Breite von etwa 4,1 m. Sie besteht aus 26 Wandsteinen an den Langseiten, je einem Abschlussstein an den Schmalseiten und neun Decksteinen. An der Mitte der südlichen Langseite befindet sich der Zugang zur Kammer. Diesem ist ein Gang aus zwei Wandsteinpaaren und einem Deckstein vorgelagert.

### Bestattungen
Aus dem Grab stammen Reste von Leichenbrand. Die geborgene Menge betrug 223 g. Die Knochen gehörten zu zwei Individuen unbestimmten Geschlechts. Das Sterbealter lag beim einen zwischen 30 und 50 Jahren, beim anderen ließ es sich nicht bestimmen.

### Beigaben
Lukis und Dryden fanden bei ihrer Untersuchung einige Scherben der Trichterbecherkultur, die sich heute im British Museum in London befinden. Die Keramik datiert in die Stufen 2–5 und 7 des von Anna Brindley aufgestellten typologischen Systems der Trichterbecher-Westgruppe. Dies entspricht etwa dem Zeitraum 3470–2760 v. Chr.
Im Grab wurden auch geringe Reste von verbrannten Tierknochen gefunden. Die geborgene Menge betrug 51 g. Ein Teil der Knochen stammte vom Rind. Ein Schafsknochen erwies sich als rezent. Ob es sich um Reste von Werkzeugen oder von Speiseopfern handelte, ließ sich nicht mehr feststellen.